# 후카라촌
후카라촌(深良村)은 시즈오카현 슨토군에 있던 촌이다. 현재의 스소노시 북동부, 후카라  지구에 해당하며, 1956년 스소노정에 편입 합병되었다. .

## 역사
- 1889년 4월 1일 - 정촌제 시행에 수반해 슨토군 후카나미촌이 성립하였다.
- 1891년 6월 11일 - 후카라촌으로 개칭되었다.
- 1956년 9월 30일 - 스소노정에 편입해, 동일 후카라촌은 폐지되었다.

## 교통

### 철도
- 일본국유철도
  - 고텐바선

### 도로
- 국도 246호 도쿄누마즈선(현 국도 246호, 시즈오카현도 394호 누마즈코야마선)